# Ciro in Babilonia (Raimondi)
Ciro in Babilonia è un'opera in due atti di Pietro Raimondi, su libretto di Giovanni Battista Bordonese. La prima rappresentazione ebbe luogo al Teatro San Carlo di Napoli nella quaresima del 1820. Nel cast della prima, figuravano i nomi del baritenore Andrea Nozzari, del tenore di grazia Giovanni David e del soprano e mezzosoprano Isabella Colbran, moglie di Gioachino Rossini, nei ruoli rispettivamente di Ciro, Cambise e Tomiri.

## Trama

### Atto I
Ciro entra con i suoi guerrieri ed il figlio Cambise in Babilonia, dopo aver sconfitto e ucciso il re Baldassarre. Il sovrano viene accolto dal giubilo popolare, e ordina subito che venga onorato il cielo, cui attribuisce il proprio trionfo; dopodiché annuncia che libererà i prigionieri e perdonerà i propri nemici, in gesto estremo di clemenza. Partiti tutti, si avvicina a Ciro il profeta Daniele, che lo supplica di ricostruire il tempio di Gerusalemme, distrutto molti anni prima dello spietato re babilonese Nabuccodonosor, che aveva anche deportato in massa il popolo ebraico. Ciro acconsente, annunciando anche al proprio interlocutore di aver reso i vasi sacri profanati dal babilonesi e oltraggiati da Baldassarre; infine, concede la libertà al popolo ebraico. Daniele, colto da gioia e ardore religioso, ringrazia il cielo. Partito il profeta, giunge Dalmira, vedova di Baldassarre e oggetto delle attenzioni amorose sia di Ciro, che di Cambise, l'uno all'insaputa dell'altro: il re annuncia alla vedova che mentre il suo estinto marito è stato punito con la morte in quanto reo, lei stessa, innocente, sarà lasciata libera; dopodiché ordina a Cambise di condurre Dalmira alla reggia. Rimasti da soli, il giovane fa alla vedova insistenti profferte amorose, ma questa, ancora sconvolta dalla morte di Baldassarre, le rifiuta con dolore. Intanto Ciro progetta di sposare Dalmira, e chiede consiglio a Daniele al riguardo; questo lo ammonisce, avendo previsto che il re andrà incontro alla sua fine per mano di una donna, e temendo una possibile vendetta della donna per il defunto marito, ma non viene ascoltato da Ciro, che anzi fa chiamare subito la vedova, annunciandole che al mattino dell'alba successiva sarà incoronata regina di Babilonia come sua sposa. Dalmira rimane scioccata dalla notizia, e appena partito Ciro mette in guardia Cambise da suo padre, svelandogli i suoi progetti di sposarla. Nel frattempo, nei pressi di Babilonia, gli Sciti si avanzano fra grotte e dirupi, guidati dalla regina Tomiri. Costei odia a morte Ciro e Cambise, poiché quest'ultimo le ha ucciso il figlio Sargabise. Dunque invia il fido Arbante quale messo presso il re persiano, per lanciargli una sfida a duello; la regina, in falsa guisa, seguirà il proprio uomo. Intanto in Babilonia Cambise, sostenendo con forza di non temere il padre, prosegue nella sua corte a Dalmira; tuttavia, Ciro sorprende il giovane mentre si trova in ginocchio davanti alla donna, e furibondo parte giurando vendetta. Mitrane, capo delle guardie di Ciro, informa Daniele del dissidio fra padre e figlio, e il profeta teme che gli ardori del sovrano possano oscurare la sua missione sacra. Giunge subito dopo Arbante, che lancia la sfida di Tomiri al sovrano; questo prima si discolpa dalla morte del figlio di Tomiri, poi invita la regina a farsi avanti in una battaglia campale, per provare il suo valore. A questo punto, Tomiri si palesa e accetta fieramente la sfida, mentre Daniele, disperato, preannuncia sventure per Ciro.

### Atto II
Mitrane informa Daniele che Ciro intende sposare Dalmira prima di recarsi alla battaglia con Tomiri. Il profeta, sdegnato, vedendo come il re abbia obliato la sua fede e il suo onore, sostiene che in breve Dio, che aveva sostenuto la sua vittoria, lo rovinerà. Giunge subito dopo Dalmira, che narra al proprio seguito di aver sognato Baldassarre, che la minacciava che sarebbe diventata vedova una seconda volta, se sposerà Ciro. La donna sfoga il proprio dolore con le sue ancelle, che invano la confortano. Al giungere di Ciro, Dalmira parte, con sommo sdegno del re. A Mitrane, che gli rammenta che la battaglia con Tomiri è imminente, Ciro risponde che intende sposare la vedova prima con la scusa di aumentare l'ardore guerriero con l'amore. Apprende però subito dopo che Cambise è partito dalla reggia ed è sparito in preda alla disperazione. Il re, sconvolto, ordina a Mitrane di andarlo a cercare, mentre apprende per bocca di Dalmira che un fulmine ha incenerito gli arredi festivi per le nozze del re; subito dopo, un gruppo di guerrieri persiani gli annunciano che Tomiri e le sue schiere sono sulle rive dell'Eufrate. Ciro, in preda all'affanno, decide di non attendere più oltre e di recarsi al campo di battaglia, nonostante le suppliche di Dalmira e Daniele, che ha previsto per il re prossima fine. Intanto nel campo degli sciti Tomiri viene informata che è stato catturato un estraneo che si aggirava per il campo: costui è Cambise, che però non viene riconosciuto dalla regina. Il giovane, approfittando della situazione, narra la sua storia, spacciandosi per un nobile di nome Cherinto. La regina si impietosisce al giovane, vedendo in lui un ragazzo simile per aspetto ed età all'estinto Sargabise; ma giunge Arbante, che riconosce in Cambise il figlio di Ciro, mutando l'atteggiamento di Tomiri, che giura al giovane di farlo perire fra mille tormenti. Il fido della regina gioisce alla cattura dell'assassino, ma avverte pietà per il ragazzo; torna subito dopo Tomiri, che annuncia che lei stessa si recherà al campo di battaglia, per cercare di uccidere di propria mano Ciro. Cambise, nelle prigioni, piange il proprio destino, inacerbito dalla nuova che gli Sciti hanno vinto i Persiani. Sul campo, i vincitori invitano a risparmiare i superstiti dei vinti, mentre la regina si avanza a spada sguainata fra le sue truppe. Costei si frustra perché si sono perse le tracce di Ciro, e dunque non ha potuto ucciderlo; dunque ordina di condurle il figlio Cambise, per fare su di lui la vendetta che non ha potuto fare sul padre. Il ragazzo viene condotto davanti alla regina, che nel vederlo afflitto sente aumentare la pietà nei suoi confronti; all'improvviso, giunge la nuova per bocca di Arbante e Daniele che Ciro è morto, ucciso da una freccia della regina, e che il profeta ne ha raccolto le parole estreme. Cambise sviene alla notizia della morte del padre, mentre Tomiri, ormai soddisfatta nella sua vendetta, decide di risparmiare il giovane, e farlo succedere al padre.

## Struttura musicale
- Sinfonia

### Atto I
- N. 1 - Introduzione Per te risuonano (Coro, Ciro, Cambise)
- N. 2 - Aria Nume immenso, che al cenno d'un ciglio (Daniele)
- N. 3 - Duetto Ah! se pietà nel seno (Dalmira, Cambise)
- N. 4 - Aria Dalla smania, dal tormento (Cambise)
- N. 5 - Coro Valle oscura, che amica ci ascondi (Arbante, Coro)
- N. 6 - Cavatina Tremi il superbo e perfido (Tomiri, Coro)
- N. 7 - Terzetto Ah! signor, del tuo rigore (Dalmira, Cambise, Ciro)
- N. 8 - Finale I Ah! ti sento intorno al core (Tomiri, Ciro, Daniele, Arbante, Mitrane, Coro)

### Atto II
- N. 9 - Coro e Aria Arresta il piè - Dal duolo più fiero (Dalmira, Coro)
- N. 10 - Coro e Aria Degli sciti la schiera feroce - La tromba guerriera (Ciro, Coro)
- N. 11 - Terzetto Ben di pietade è degno (Cambise, Tomiri, Arbante)
- N. 12 - Aria Ah! se penso al caro bene (Cambise)
- N. 13 - Coro Non più sangue: frenate lo sdegno
- N. 14 - Aria finale Al mio furor, l'altero (Tomiri, Cambise, Arbante, Coro, Daniele)